# Vlag van Hempens

Vlag van Hempens

De vlag van Hempens is de dorpsvlag van het Nederlandse dorp Hempens, in de Friese gemeente Leeuwarden. De vlag werd in 1994 geregistreerd.

## Beschrijving
De beschrijving van de vlag is als volgt:
Twee golvende, aaneengesloten banen geel-blauw in de hoogteverhouding van 2:1; op het geel op 1/3 vlaglengte een staand paar rode ossenhoorns met een hoogte, gelijk aan 1/2 vlaghoogte.
De kleuren zijn afkomstig van het dorpswapen.

## Symboliek
- Hoorns: staat voor de "Oksenaersbrug" in Hempens.[2]
- Golvende baan: verwijst naar het Hempensermeer waar in 1535 wederdopers omwille van hun geloof verdronken werden.[2]

## Zie ook

Wapen van Hempens